# VfL Eintracht Hagen
Der VfL Eintracht Hagen (vollständiger Name: Verein für Leibesübungen Eintracht Hagen von 1863) ist ein Sportverein aus Hagen.

## Vereinsgeschichte
Am 5. Juni 1920 schlossen sich der 1863 gegründete Wehringhausener Turnverein, die Wehringhauser Turnerschaft und die Hagener Sportunion 1910 zum VfL Hagen von 1863 zusammen. Dieser stand im steten Wettbewerb mit dem 1878 gegründeten TV Eintracht Hagen. Besonders auf den Gebieten Leichtathletik und Handball waren beide Vereine erfolgreich.
Im Jahr 1962 wurden der VfL Hagen und der TV Eintracht zusammengeschlossen; am 10. März 1962 fand im Hagener Parkhaus die Gründungsversammlung des VfL Eintracht Hagen von 1863 statt.
Der Verein, dem im Jahr 2010 rund 600 Mitglieder angehören, ist in den Sportarten Handball, Federfußball, Badminton, Tischtennis, Gymnastik, Leichtathletik und Volleyball aktiv.

## Abteilung Federfußball
Die Abteilung Federfußball existierte von 1990 bis 2011. Die Federfußballer spielten in der Bundesliga und erkämpften nationale und internationale Titel.
Seit 2011 ist diese Abteilung nicht mehr aktiv.

## Abteilung Handball
Von den 600 Mitgliedern des Vereins sind 300 Mitglieder der Abteilung Handball. Der Sport wird im VfL seit 1921 betrieben. Der Verein unterhält Herren-, Damen und Jugend-Mannschaften.
Die erste Herren-Mannschaft stieg 1971 in die damals zweitklassige Regionalliga West auf und blieb bis 1989 durchgehend in dieser Liga, die nach Einführung einer 2. Bundesliga seit 1981 die dritthöchste Spielklasse war. 1972 und 1974 nahm der VfL an den Aufstiegsspielen der Regionalliga West zur 1. Bundesliga teil, scheiterte jedoch beide Male. 1989 gelang der Aufstieg in die 2. Bundesliga, wo der VfL bis zum Abstieg in der Saison 1999/2000 elf Jahre in Folge spielte. In der Saison 1991/1992 wurde der VfL Eintracht Hagen Meister in der kurzlebigen Zweitliga-Staffel Mitte, belegte aber in der anschließenden Relegationsrunde zur 1. Bundesliga nur den vierten Rang und verpasste damit zum dritten Mal den Aufstieg in die 1. Bundesliga. Ab 2000 spielte die Mannschaft bis zur Einführung der 3. Liga wieder durchgehend in der Regionalliga. Im Jahr 2010 qualifizierte Eintracht Hagen sich als Zweiter der Regionalliga West für die 3. Liga, wo der Club bis zur Saison 2014/2015 antrat. Als Vizemeister der Staffel West qualifizierte man sich für die Aufstiegsrelegation zur 2. Bundesliga, die am 23. Mai 2015 in Dresden stattfand. Nach einem Sieg gegen den Gastgeber HC Elbflorenz und einem Remis gegen die Handballfreunde Springe stand der VfL neben Springe als Aufsteiger in die 2. Bundesliga fest. Seit mehr als drei Jahrzehnten spielt die Mannschaft des VfL somit durchgehend in der zweit- oder dritthöchsten Spielklasse. Nach der vorzeitigen Beendigung des regulären Spielbetriebs in der Spielzeit 2020/2021 der 3. Liga aufgrund der COVID-19-Pandemie in Deutschland nutzte der Verein die Möglichkeit, sich für die außerordentliche Aufstiegsrunde zur 2. Handball-Bundesliga anzumelden, in der das Team den Aufstieg erreichte.
Neben der Staffelmeisterschaft in der 2. Bundesliga 1991/92 Mitte ist das Erreichen des Achtelfinales im DHB-Pokal in der Saison 2000/01 der größte Erfolg des Vereins auf Bundesebene.
Die A-Jugend stieg in der Saison 2017/2018 erstmals in die Jugend-Bundesliga des DHB (JBLH) auf und konnte diesen Erfolg in der darauffolgenden Saison 2018/2019 erneut wiederholen. In der Saison 2019/2020 spielt der VFL Eintracht Hagen nun in der dritten Saison in Folge in der A-Jugend Bundesliga.

### Kader 2025/26
| Nr.                   | Nation           | Name                  | Position        | Größe  | Geburtsdatum  | Alter | seit | Vertrag bis | Letzter Verein           |
| --------------------- | ---------------- | --------------------- | --------------- | ------ | ------------- | ----- | ---- | ----------- | ------------------------ |
| 12                    | Deutschland      | Maurice Paske         | Tor             | 1,90 m | 21. Feb. 1996 | 29    | 2022 | 2026        | TV Emsdetten             |
| 16                    | Deutschland      | Pascal Bochmann       | Tor             | 1,92 m | 24. Mai 2002  | 23    | 2024 | 2028        | EHV Aue                  |
| 33                    | Deutschland      | Sven Brockmeyer       | Tor             | 1,98 m | 26. März 2004 | 21    | 2024 | 2027        | Ahlener SG               |
| 03                    | Deutschland      | Tim Düren             | Kreismitte      | 2,01 m | 1. Aug. 1998  | 27    | 2025 | 2027        | Wilhelmshavener HV       |
| 05                    | Deutschland      | Max Öhler             | Rückraum Mitte  | 1,84 m | 18. Apr. 2001 | 24    | 2024 | 2026        | SG BBM Bietigheim        |
| 07                    | Iran Deutschland | Pouya Norouzi Nezhad  | Rückraum Mitte  | 1,89 m | 23. Juni 1994 | 31    | 2021 | 2027        | HSC Coburg               |
| 08                    | Deutschland      | Lorenz Ricker         | Rückraum Mitte  |        | 17. Aug. 2006 | 18    |      | 2027        |                          |
| 09                    | Deutschland      | Tilman Pröhl          | Kreismitte      |        | 24. Juni 1996 | 29    | 2017 | 2026        | TV Emsdetten             |
| 11                    | Portugal         | André Alves           | Rechtsaußen     | 1,75 m | 4. Juli 1997  | 28    | 2023 | 2027        | TV 08 Willstätt          |
| 14                    | Deutschland      | Niclas Pieczkowski    | Rückraum Mitte  | 1,93 m | 28. Dez. 1989 | 35    | 2023 | 2026        | GWD Minden               |
| 17                    | Deutschland      | Igor Panisic          | Kreismitte      | 1,94 m | 21. Feb. 2001 | 24    |      |             |                          |
| 19                    | Deutschland      | Felix Ntodonke        | Rückraum links  | 1,88 m |               |       | 2024 | 2027        | JSG LIT 1912             |
| 21                    | Deutschland      | Kim Voss-Fels         | Rückraum rechts | 2,00 m | 20. Sep. 1997 | 27    | 2022 | 2026        | TuS Ferndorf             |
| 22                    | Deutschland      | Benedikt Israel       | Linksaußen      |        | 13. Dez. 2004 | 20    | 2024 |             | VfL Gummersbach          |
| 24                    | Deutschland      | Niklas Pfalzer        | Kreismitte      |        | 31. Jan. 2006 | 19    |      |             |                          |
| 25                    | Deutschland      | Philip Jungemann      | Kreismitte      | 1,97 m | 9. Sep. 1997  | 27    | 2025 | 2027        | ASV Hamm-Westfalen       |
| 28                    | Island           | Hákon Daði Styrmisson | Linksaußen      | 1,80 m | 24. Mai 1997  | 28    | 2023 | 2027        | VfL Gummersbach          |
| 34                    | Deutschland      | Linus Kutz            | Rückraum Mitte  | 1,87 m | 28. Feb. 2005 | 20    | 2025 | 2027        | THW Kiel                 |
| 74                    | Deutschland      | Josip Jukic           | Linksaußen      | 1,93 m | 20. Nov. 2000 | 24    | 2022 | 2027        | HSG Gevelsberg-Silschede |
| 77                    | Deutschland      | Luca Richter          | Rechtsaußen     | 1,83 m | 26. Aug. 2005 | 19    | 2022 | 2029        | eigene Jugend            |
| 78                    | Deutschland      | Philipp Sekowski      | Rückraum rechts | 1,99 m | 19. Mai 2005  | 20    | 2025 | 2027        | SG Flensburg-Handewitt   |
| 83                    | Deutschland      | Pierre Busch          | Rechtsaußen     |        | 12. Mai 2000  | 25    | 2022 | 2026        | TV Großwallstadt         |
| 93                    | Deutschland      | Alex Knak             | Rückraum links  |        | 11. Jan. 2006 | 19    | 2025 | 2027        | TSV Bayer Dormagen       |
| 95                    | Deutschland      | Jan von Boenigk       | Rückraum rechts |        | 11. Aug. 1995 | 29    | 2024 | 2028        | ASV Hamm-Westfalen       |
| Stand: 8. August 2025 |                  |                       |                 |        |               |       |      |             |                          |

### Trainerteam
| Nation      | Name             | Position   | Geburtsdatum    |
| ----------- | ---------------- | ---------- | --------------- |
| Tschechien  | Pavel Prokopec   | Trainer    | 10.01.1980      |
| Deutschland | Valentin Schmidt | Co-Trainer | 8. Februar 1994 |

### Transfers zur Saison 2025/26
| Zugänge             | Zugänge          | Zugänge                |
| Nation              | Name             | abgebender Verein      |
| ------------------- | ---------------- | ---------------------- |
| Deutschland         | Tim Düren        | Wilhelmshavener HV     |
| Deutschland         | Philipp Sekowski | SG Flensburg-Handewitt |
| Deutschland         | Linus Kutz       | THW Kiel               |
| Deutschland         | Philip Jungemann | ASV Hamm-Westfalen     |
| Stand: 16. Mai 2025 |                  |                        |

| Abgänge                  | Abgänge                  | Abgänge                  |
| Nation                   | Name                     | aufnehmender Verein      |
| Stand: 25. Dezember 2024 | Stand: 25. Dezember 2024 | Stand: 25. Dezember 2024 |
| ------------------------ | ------------------------ | ------------------------ |

### Saisonbilanzen seit 2011
| Saison  | Spielklasse       | Platz | Sp | S  | U | V  | Tore      | Diff. | Punkte |
| ------- | ----------------- | ----- | -- | -- | - | -- | --------- | ----- | ------ |
| 2011/12 | 3. Liga West      | 14    | 30 | 10 | 3 | 17 | 866:917   | −051  | 23:37  |
| 2012/13 | 3. Liga West      | 09    | 28 | 12 | 2 | 14 | 824:829   | −05   | 26:30  |
| 2013/14 | 3. Liga West      | 05    | 30 | 16 | 4 | 10 | 844:784   | +060  | 36:24  |
| 2014/15 | 3. Liga West      | 02    | 30 | 26 | 1 | 03 | 927:762   | +165  | 53:07  |
| 2015/16 | 2. Bundesliga     | 19    | 40 | 12 | 3 | 25 | 1050:1118 | −065  | 27:53  |
| 2016/17 | 3. Liga West      | 02    | 30 | 23 | 3 | 04 | 984:800   | +184  | 49:11  |
| 2017/18 | 2. Bundesliga     | 12    | 38 | 17 | 0 | 21 | 1010:1074 | −064  | 34:42  |
| 2018/19 | 2. Bundesliga     | 19    | 38 | 11 | 2 | 25 | 983:984   | −101  | 24:52  |
| 2019/20 | 3. Liga Nord-West | 02    | 23 | 18 | 1 | 04 | 694:580   | +114  | 37:09  |
| 2021/22 | 2. Bundesliga     | 07    | 38 | 18 | 5 | 15 | 1109:1083 | +26   | 41:35  |
| 2022/23 | 2. Bundesliga     | 10    | 36 | 18 | 0 | 18 | 1101:1105 | −4    | 36:36  |
| 2023/24 | 2. Bundesliga     | 07    | 34 | 19 | 1 | 14 | 1080:1048 | +32   | 39:29  |
| 2024/25 | 2. Bundesliga     | 08    | 34 | 14 | 4 | 16 | 987:968   | +19   | 32:36  |

|  | Aufstieg |
|  | Abstieg  |

## Abteilung Leichtathletik
Die Abteilung Leichtathletik weist im Laufe ihrer Geschichte einige überregionale Erfolge auf: Bei den Deutschen Meisterschaften 1950 in Stuttgart wurde die 4-mal-400-Meter-Staffel mit Waldemar Richter, Herbert Hosbach, Wolfgang Miedecke und Willi Böhm in neuer westdeutscher Rekordzeit von 3:18,0 Minuten deutscher Vizemeister; Waldemar Richter wurde über 400 Meter in 54,8 Sekunden deutscher Vizemeister. 1965 wurde Lothar Reinshagen in Duisburg deutscher Meister im Marathonlauf; zusammen mit Wilhelm Heuser und Friedrich-Wilhelm Wiggershausen wurde er zum zweiten Mal deutscher Mannschaftsmeister. Den ersten Mannschaftsmeistertitel holten die Marathonläufer bereits 1963 mit Reinshagen, Heuser und Helmut Knobloch. Wiggershausen wurde 1966 Marathonvizemeister und auch die Mannschaft errang 1964 und 1966 den Vizemeistertitel.